# Pattalinus lineatus
Pattalinus lineatus är en skalbaggsart som beskrevs av Monné och Martins 1976. Pattalinus lineatus ingår i släktet Pattalinus och familjen långhorningar. Inga underarter finns listade i Catalogue of Life.